# Lista över svenska hovleverantörer
Lista över svenska kungliga hovleverantörer.

## Svenska hovleverantörer september 2016
- Abba Seafood (Orkla Foods Sverige)
- Abu AB
- Amanda Christensen AB
- Annas Pepparkakor
- Arla Foods varumärket Kvibille
- Arvid Nordquist H.A.B.
- Askwalls Gravyr AB
- Atelier Borgila AB
- Firma Attila Suta
- Björn Axén Institut AB
- BRIO AB
- Brämhults Juice AB
- Bukowski Auktioner AB
- Byarums Bruk AB
- Bölebyns Garveri AB
- Calligraphen i Munkfors AB
- Cloetta AB
- Dahlbergs Hembageri
- Danica Foods AB, varumärket Örnäs
- Delicato bakverk AB
- Duro Sweden AB
- Ejes Chokladfabrik AB
- EKA-knivar AB
- EKO Fågel fisk och mittemellan AB
- Ekströms (Orkla Foods Sverige)
- AB Engmo
- Engströms Livs, Nockeby torg
- Eva Carlsson Syateljé
- Express-Tryck AB
- Fjällräven (Fenix Outdoor AB)
- Flaggfabriken Kronan AB
- Freys Hyrverk Stockholm AB
- Frödinge (Orkla Foods Sverige)
- Fällkniven AB
- Fällmans Kött AB
- Föreningen Handarbetets vänner upa
- Föreningen Nutida Svenskt Silver
- Gaudy Stockholm AB
- AB Gense
- AB Nya Grand Hôtel
- Gustavsbergs Porslinsfabrik
- Gysinge Centrum för Byggnadsvård AB
- Göteborgs Kex (Orkla Confectionery & Snacks Sverige)
- Haugaard Stockholm AB
- Hedéns Grafiska Konsult
- Hellborg & Co Blomsterhandel HB
- Henkel Norden AB, varumärkena Barnängen och Vademecum
- Hogia AB
- Hultberg Eftr. Ram o. Förgyllning
- Hästens Sängar AB
- IKEA Svenska Försäljnings AB
- Insjöns Väveri AB
- Interiör Inredningstextil CM AB
- Jämtlands Flyg AB
- K.A. Almgren Sidenväveri AB
- Kasthall Mattor och Golv AB
- Kittys Hattar
- Klässbols Linneväveri AB
- Konditori Bankett HB
- Kvänum Kök AB
- La Ferme Landaise Import & Export AB
- Lars Kjellander, Ordensateljé
- Leonard Gustafssons Bokbinderi AB
- Leif Ljungquist AB
- Liljeholmens Stearinfabriks AB
- Lindvalls Kaffe AB
- Lisa Elmqvist Fiskaffär AB
- AB Ludvig Svensson
- Lundhags Skomakarna AB
- Läkerol (Cloetta Sverige AB)
- Löfbergs Lila AB
- Macs Buggy Shop
- Marabou (Mondelez Sverige AB)[1]
- Martin Olsson (Martin & Servera)
- Mats Jonasson Målerås
- Melanders Blommor AB
- Mille Notti AB
- Morakniv AB
- Mustadfors Bruks AB
- Märta Måås-Fjetterström AB
- Norma Precision AB
- Norrmejerier Ek. för., varumärket Västerbottensost
- AB Operakällaren
- Orrefors Kosta Boda AB
- Oscar Jacobson AB
- Pahne Textil AB Strumpfabrik
- AB Joh. Palmgren
- Paradisverkstaden Design AB
- Perssons Glas Eftr. i Borgholm AB
- Polaris Eyewear AB
- Poseidon Diving Systems AB
- Pågen AB
- Pär Engsheden Design
- Ramlösa (Carlsberg Sverige)
- Rikstelegram RT AB
- Rob Engström AB
- Rosas Handel AB
- Roser Hotel & Event / AB Skara stadshotell
- Rörstrand (Fiskars Sweden AB)
- Sandberg Tyg och Tapet AB
- Scandinavian Eyewear AB
- Seger Europe AB
- Sjöström Stenförädling AB
- Skeppshultcykeln AB
- Skomakeri Framåt AB
- Skrufs Glasbruk AB
- Skultuna Messingsbruk AB
- Skånska stearinljusfabriken AB
- Smedbo AB
- Sockerbageriet i Helsingborg AB
- Spendrups Bryggeri AB, varumärket Loka
- AB Sporrong
- Steens Herrmode AB
- AB Stenströms Skjortfabrik
- Sterling Finemballage AB
- Stockholms Militärekiperings AB
- Strömma Turism & Sjöfart AB
- Svenskt Tenn
- TeGe-Produkter
- Tretorn Sweden AB
- Tvätt i Stockholm AB
- Unilever Sverige AB, varumärket Slotts
- W.A. Bolin AB
- Wasabröd (Barilla Sverige)
- Wasasten of Sweden AB
- Victoria Scandinavian Soap AB
- VO Vapen AB
- Vöbam Ateljé och Ramverkstad AB
- Z-Metallform AB
- Önos (Orkla Foods Sverige)